# Lidlhof
Der Lidlhof ist ein Grazer Edelhof, der in der Idlhofgasse liegt. Seine Geschichte geht bis auf das 16. Jahrhundert zurück. Sein Name lässt sich auf die kleine Siedlung Idlsdorf zurückführen, die sich hier einst befand. Das gesamte Anwesen wurde im 19. Jahrhundert zu Wohnhäusern verbaut.

## Geschichte
Der Grund, auf dem sich der Lidlhof befindet, gehörte zum Besitz des Weisseneckerhofs und wurde 1529 von Wolfgang von Weisseneck an Lukas Graßwein verkauft. 1546 ging er zurück an Hans von Weisseneck. Dessen Sohn löste 1557 den hier befindlichen und zum Weisseneckerhof gehörenden Meierhof auf und übergab die Gründe zur Bewirtschaftung an Keuschler.
Der übriggebliebene Garten wurde 1591 an Eberhard Cressio verkauft, der hier einen kleinen Edelsitz, den Lidlhof, errichtete. 1603 verkaufte sein Sohn den Hof an Hans Prunner von Vasoldsberg. Der Garten mitsamt Hof wurde 1627 von Ehrenreich von Pfeilberg gepfändet und an Maria Narringer verkauft. Da diese Protestantin war, musste sie die Steiermark verlassen und verkaufte das Gut 1629 an Hans Wilhelm von Mindorf. Da seine Tochter minderjährig und deshalb nicht erbberechtigt war, ging das Anwesen 1634 an ihren Vetter Hans Christof Freiherr von Mindorf. Ab 1648 übernahm dessen Tochter Maria Elisabeth die Verwaltung des Gutes. Ihr folgten als Verwalter ihre beiden Söhne sowie ihr Enkel nach.
1719 wurde das Anwesen nach langwierigen Erbstreitigkeiten von Maximilian Franz Graf Tattenbach erworben. Seine Tochter Walpurga erhielt das Gut 1749 als Mitgift, musste dieses aber 1769 wegen hoher Schulden ihrem Bruder Josef Ferdinand übergeben. Dieser verkaufte den tief verschuldeten Hof 1777 an Ferdinand Freiherrn von Pichl. Ein Großteil des Kaufpreises wurde gleich vom Hauptgläubiger, Max Josef Wildstein, beschlagnahmt. 1797 erwarb Anton Kroppay das „Schloss Idlhof“. Ab dieser Zeit blieb es immer in bürgerlichen Besitz und wurde im 19. Jahrhundert zu Wohnhäusern verbaut.